# Мишел Ворм
Мишел Арман Ворм (хол. Michel Armand Vorm; Нивехајн, 20. октобар 1983) бивши је холандски фудбалер који је играо на позицији голмана.

## Каријера
Ворм је каријеру започео у аматерском клубу у родном граду, где су га запазили скаути фудбалског клуба Утрехт. Ворм је био на позајмици у Ден Бошу сезоне 2005/06 услед мало времена проведеног на голу и мањка потенцијала за први тим Утрехта. За Ден Бош је дебитовао 12. августа 2005. изгубивши 3-1 на гостовању против ФК Емена.
Имао је успешну сезону у којој је одиграо 35 утакмица, тако да се у летњем прелазном року 2006. враћа у Утрехт и сезону започиње као први голман. Награду, названу у част бившег играча Дејвида ди Томаса, осваја крајем сезоне.
Током припрема за наредну сезону задобија повреду рамена, а након опоравка, у утакмици против ФК Херенвена задобија повреду колена. После операције, уклоњен му је део менискуса десног колена.

## Репрезентација
Лета 2006. године био је члан младе репрезентације Холандије која је на такмичењу у Португалији освојила прво место. 3. новембра 2008. селектор Берт ван Марвајк позива га да игра за репрезентацију. Дебитовао је у пријатељској утакмици против Шведске играјући другу половину меча.

### Статистика
| Холандија | Холандија | Холандија |
| Година    | Утакмице  | Голови    |
| --------- | --------- | --------- |
| 2008      | 1         | 0         |
| 2009      | 2         | 0         |
| 2010      | 2         | 0         |
| 2011      | 4         | 0         |
| 2013      | 5         | 0         |
| 2014      | 1         | 0         |
| Укупно    | 15        | 0         |